# Liste der denkmalgeschützten Objekte in Sigharting
Die Liste der denkmalgeschützten Objekte in Sigharting enthält die denkmalgeschützten, unbeweglichen Objekte der Gemeinde Sigharting im Bezirk Schärding (Oberösterreich).

## Denkmäler
| Foto |                 | Denkmal                                                        | Standort                               | Beschreibung | Metadaten |
| ---- | --------------- | -------------------------------------------------------------- | -------------------------------------- | --- | --- |
| ja   | Datei hochladen | Schloss Sigharting HERIS-ID: 23011 Objekt-ID: 19358            | Hofmark 4 Standort KG: Siegharting     | Ursprünglich Wasserschloss der Pürchinger von 1570, später Gemeindekanzlei (1850–1950), Volksschule (1837–1970), Gendarmerie (1936–1950), heute Heimatmuseum und Kulturzentrum                                                                   | BDA-Hist.: Q1400936 Status: § 2a Stand der BDA-Liste: 2025-06-30 Name: Schloss Sigharting GstNr.: .2, 1/1 Schloss Sigharting                         |
| ja   | Datei hochladen | Kath. Pfarrkirche hl. Pankraz HERIS-ID: 23010 Objekt-ID: 19357 | bei Hofmark 5 Standort KG: Siegharting | Ursprünglich Schlosskapelle des 15. Jahrhunderts. 1680 wurde die Kapelle um ein Joch Richtung Westen erweitert und 1807 wurde im Osten ein dreijochiger Chor mit einem 3/12-Schluss angebaut. Heutiges Erscheinungsbild aus dem 19. Jahrhundert. | BDA-Hist.: Q2083336 Status: § 2a Stand der BDA-Liste: 2025-06-30 Name: Kath. Pfarrkirche hl. Pankraz GstNr.: .1 Saint Pancratius Church (Sigharting) |